# Амбергріс-Кей
Амбергріс-Кей (ісп. Cayo Ambergris) — найбільший острів Белізу, розташований на північний схід від матерової частини країни, в Карибському морі. Це приблизно 40 кілометрів протяжністю з півночі на південь і близько 1,6 з заходу на схід. Хоча є частиною округу Беліз, найближча точка на материку належить до округу Коросаль.
У доколумбові часи на острові жила цивілізація мая і виготовляла відмітну поліровану червону кераміку.
Найбільше і єдине місто на острові — Сан-Педро. Є також ряд невеликих сіл і курортів. Два курорти на північ від Сан-Педро приймали перший сезон серіалуTemptation Island у 2000 році, який вийшов у ефір у 2001 році.

## Галерея
|      |
| Пляж |

|                                   |
| Лазурна вода на узбережжі острова |

|                          |
| Сутінки на Амбергріс Кей |

|                              |
| Вид на бар'єрний риф здалеку |

|         |
| Рибалка |

|                            |
| Дорога неподалік Сан-Педро |

|                                     |
| Будинки в Сан-Педро і мангровий ліс |

|               |
| Штучні ставки |